# Карнево (гміна)
Гміна Карнево (пол. Gmina Karniewo) — сільська гміна у центральній Польщі. Належить до Маковського повіту Мазовецького воєводства.
Станом на 31 грудня 2011 у гміні проживало 5400 осіб.

## Площа
Згідно з даними за 2007 рік площа гміни становила 129.38 км², у тому числі:
- орні землі: 87.00%
- ліси: 7.00%

Таким чином, площа гміни становить 12.15% площі повіту.

## Населення
Станом на 31 грудня 2011:
| Опис     | Загалом | Загалом | Чоловіки | Чоловіки | Жінки | Жінки |
| -------- | ------- | ------- | -------- | -------- | ----- | ----- |
| одиниця  | осіб    | %       | осіб     | %        | осіб  | %     |
| все      | 5400    | 100     | 2691     | 49.83    | 2709  | 50.17 |
| міське   | 0       | 100     | 0        |          | 0     |       |
| сільське | 5400    | 100     | 2691     | 49.83    | 2709  | 50.17 |

## Сусідні гміни
Гміна Карнево межує з такими гмінами: Ґзи, Ґолимін-Осьродек, Красне, Макув-Мазовецький, Плоняви-Брамура, Пултуськ, Червонка, Шелькув.